# Муратбаєв
Муратба́єв (каз. Мұратбаев) — село у складі Казалінського району Кизилординської області Казахстану. Адміністративний центр та єдиний населений пункт Муратбаєвського сільського округу.
У радянські часи село називалось 30 літ Казахстану.
Населення — 1487 осіб (2021; 1640 у 2009, 1329 у 1999, 1418 у 1989).